# Невський
Не́вський (рос. Невский) — селище у складі Новичихинського району Алтайського краю, Росія. Входить до складу Лобаніхинської сільської ради.

## Населення
Населення — 60 осіб (2010; 84 у 2002).
Національний склад (станом на 2002 рік):
- росіяни — 98 %